# Józsefvárosi Galéria

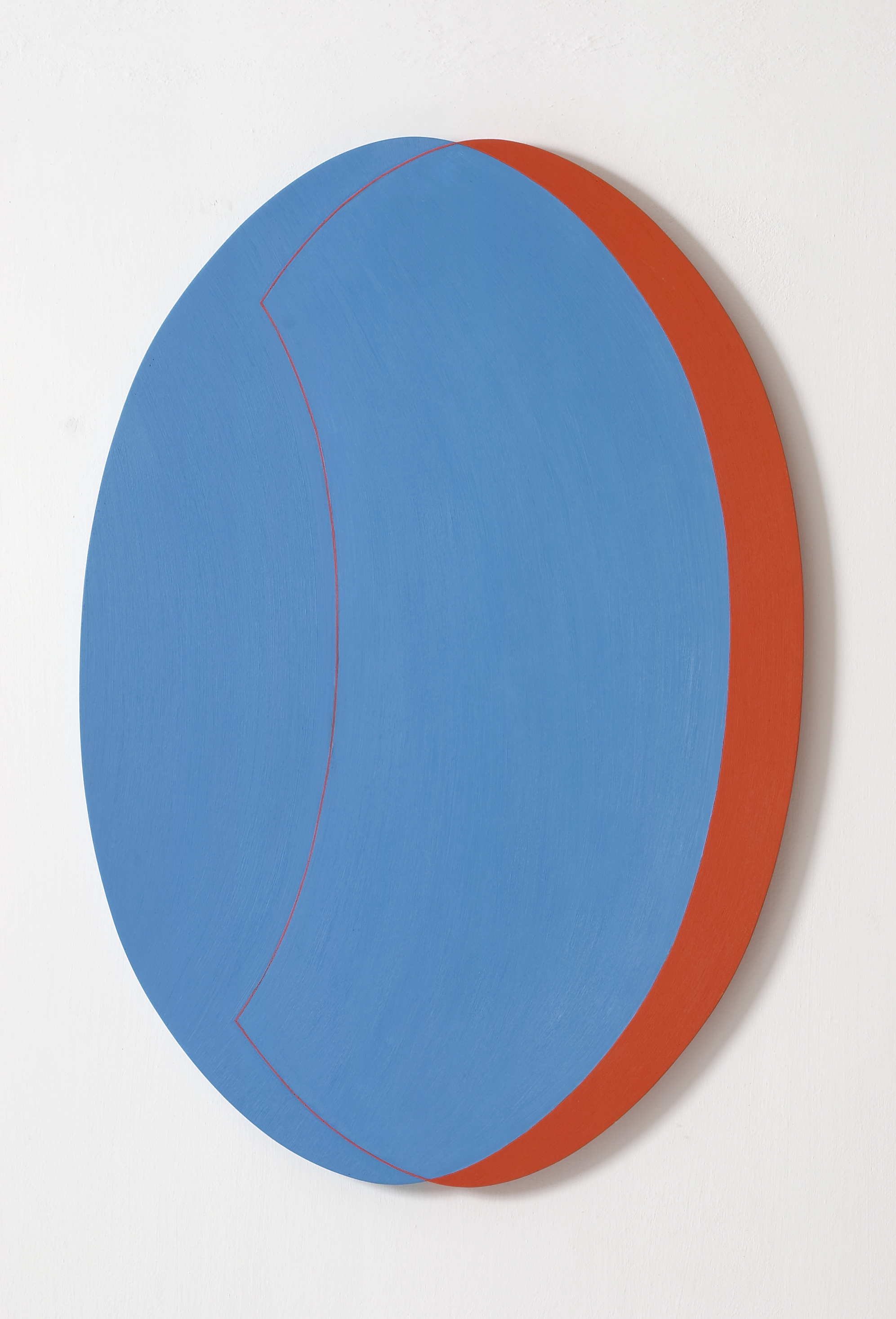
Fajó János Ellipszis

Józsefvárosi Galéria (Budapest, VIII. ker., József krt. 70.; működése: 1976–2008?)

## Története
Önszerveződésű, szabad szellemi műhelyként indult 1976-ban. Fajó János festőművész és művészeti vezető az elit és a tömegkultúrát próbálta összeegyeztetni, megismertetni széles tömegekkel a neoavantgárd művészeti alkotásokat. Hazai és nemzetközi kortárs művészek alkotásait állították ki az absztrakt festészettől az iparművészeti termékekig.
1983-tól 1997-ig a Budapest Galériához tartozott, annak Józsefvárosi Kiállítóterme volt.
A Pesti Műhely csoportnak egy fontos kiállító helye volt 1976–1988-ig a Józsefvárosi Galéria (majd a Budapest Galéria Józsefvárosi Kiállítóterme). Az 1980-as évek második felében felpezsdült a képzőművészeti élet, megnőtt a verseny, egyre több galéria nyílt, a Józsefvárosi Galéria is beolvadt a többi közé. 2008-ig kiállításokat rendeztek, kiadványok fűződnek rendezvényeikhez.

## Szakirodalom (válogatás)
- Experimentum és használati tárgy : Nemzetközi Kerámia Stúdió : Kecskemét, 1988 : Budapest Galéria Józsefvárosi Kiállítóterme… = Experiment and utility objects : International Ceramics Studio : Kecskemét, 1988 : Budapest… / [a kiállítást szerk. Fajó János] / [ford. Kiss Ernőné] [Bp.] : [BG], 1988 ISBN 963-01-9107-5
- Berhidi Mária : [. Józsefvárosi Galéria . 1990. szeptember 21 - október 30.] / [a kiállítást rend. Török Tamás] - [Bp.] : BG, 1990 ISBN 963-04-0518-0
- Rábai Ridovics Ferenc[1] [Józsefvárosi Galéria, Budapest, 1994] [Budapest] : Ridovics L., 1994 ISBN 963-450-828-6
- A Százados úti művésztelep, 1999 / [közread. a] Százados Úti Művésztelep Egyesület. [Budapest] : Százados Úti Művésztelep Egyes., 2001. 26 o. ill. ISBN 9630066505